# Les Big Byrd
Les Big Byrd är ett svenskt band bestående av Joakim Åhlund, känd från Teddybears Sthlm och Caesars, Nino Keller, känd från Caesars och The Slaves, Fireside-basisten Frans Johansson samt Christian Olsson. Originalmedlemmen Martin "Konie" Ehrencrona lämnade bandet 2020.
Våren 2011 släpptes EP:n "Les Big Byrd" och till singeln "Zig-Smile" gavs även en remix ut gjord av Carli Löf från bland annat Savage Skulls och STAY GOLD.
2014 släpptes bandets första album They Worshipped Cats. Recensenten Joachim Sundell beskriver skivan som "ett fyrverkeri av kraut och psykedelika, blandat med de tydliga melodier som blivit ett signum i Åhlunds ljudvärld".
Hösten 2018 släpptes bandets andra skiva Iran Iraq Ikea, som enligt Jocke Åhlund handlar om att "åldras och känna att man pissat bort livet". Men recensenten Noa Söderberg skrev att "låtarna skimrar som nyströsslat glitter, ett gäng naiva eskapader rotade i U2, Ride och The Who", och att "Arenarocken ... gifter sig perfekt med det monotona krautsvänget ... en skiva som, paradoxalt nog, uppmanar till hopp."

## Medlemmar
- Joakim Åhlund (sång, gitarr och synthesizer)
- Frans Johansson (bas)
- Nino Keller (trummor, percussion och keyboard)
- Christian Olsson (keyboard och synthesizer)

## Diskografi

### Album
- They Worshipped Cats (2014)
- Iran Iraq IKEA (2018)
- Eternal Light Brigade (2022)
- Diamonds, Rhinestones and Hard Rain (2024)

### EP och 7"-singlar
- Tell Me / Rabbit Punch / Vapour R.I.P. (2007) (som Big Bird)
- Annabelle (2008) (som Big Byrd)
- Zig-Smile (2011)
- Les Big Byrd (2011)
- Back to Bagarmossen (2014)
- Stockholm Death Star (2015)
- Liquid Sky (2015)
- Two Man Gang (2017)
- A Little More Numb (2018)
- I Fucked Up I Was a Child (2018)
- Mannen utanför / Two Man Gang (English Version) (2019)
- Snö-Golem (2019)
- Roofied Angels (2020)
- I Used to Be Lost But Now I'm Just Gone (2022)
- I'm Living a Saved Life Now (2023)

### Livealbum
- Live på Skå Festplats 17:e juli 2015 (2015)
- Live at Konstakademien (2024)

### Övriga källor
- Les Big Byrd på Discogs (engelska)